# Paradidyma recincta
Paradidyma recincta är en tvåvingeart som beskrevs av Henry J. Reinhard 1964. Paradidyma recincta ingår i släktet Paradidyma och familjen parasitflugor. Inga underarter finns listade i Catalogue of Life.